# Gregory
Gregory je priimek več oseb:
- August Charles Gregory (1819—1905), britanski raziskovalec Avstralije
- Colin Gregory, britanski teniški igralec, prvak prvenstva Avstralije leta 1928
- Cynthia Gregory (*1946), ameriška plesalka in koreografinja
- David Gregory (1659—1708), škotski matematik in astronom
- Frederick Gregory (*1941), ameriški astronavt
- Isabella Augusta Gregory (1852—1932), irska pisateljica
- James Gregory (1638—1675), škotski matematik in astronom
- James Gregory (igralec) (1911—2002), ameriški igralec
- John Walter Gregory (1864—1932), britanski geolog, geograf in raziskovalec
- Horace Gregory (1898 —1982), ameriški pesnik in kritik
- Masten Gregory (1932—1985), ameriški dirkač Formule 1
- Phillippa Gregory (*1954), angleška pisateljica
- William King Gregory (1876—1963), ameriški palentologin primerjalni anatom